# Революция гвоздик
Револю́ция гвозди́к (порт. Revolução dos Cravos или 25 de Abril) — бескровный военный переворот левого толка 25 апреля 1974 года в Лиссабоне, Португалия, осуществлённый подпольной армейской организацией «Движение капитанов». Он привёл к свержению режима Нового государства и установлению военного переходного правления. В 1976 году, после активной борьбы вокруг выбора пути дальнейшего развития Португалии, военные провели выборы и передали власть политическим партиям, установив либерально-демократический режим, ограниченный положениями конституции о строительстве в стране социализма. При этом в ходе революции практически не было вооружённых столкновений. Всего за время революции погибло 4 человека.

## Причины революции
В 1973 году Португалия была беднейшей страной Западной Европы, занимая 39-е место по уровню жизни населения. Охранительная политика режимов Антониу Салазара и Марселу Каэтану за полвека не смогла вывести страну из состояния экономически отсталых аграрных европейских государств. Но и в сельском хозяйстве уровень механизации был минимален, производство продукции фактически не росло, а, к примеру, урожайность зерновых была в 5 раз ниже, чем в других странах Западной Европы. Сельское население было почти полностью неграмотным и практически нищим по сравнению с фермерством Франции или ФРГ.
В то же время страна ввозила в основном промышленную продукцию, расплачиваясь за неё тем, что производило сельское хозяйство. Это не способствовало развитию собственной промышленности, хотя Португалия обладала огромными сырьевыми ресурсами в своих африканских колониях. Правительство предпочитало отправлять сырьё за рубеж, не вкладывая деньги в развитие страны.
Но торговля сырьём, за счёт которой португальское правительство хотело обеспечить стране спокойствие, оказалась под ударом в 1961 году, когда в африканских колониях — Португальской Гвинее, Португальской Западной Африке и Португальской Восточной Африке — началась партизанская война против метрополии. Огромные военные расходы только ухудшили положение Португалии. Последними политическими аргументами премьер-министра Марселу Каэтану стали «борьба с коммунизмом в колониях» и «атлантическая солидарность» в рамках НАТО, за счёт которых он пытался привлечь максимальную военную и экономическую помощь.
Тем не менее в 1973 году бегство капитала из Португалии приняло больший размах. Теперь в экономику не вкладывалось вообще ничего, а за рубеж были переправлены 1,4 миллиарда эскудо. Премьер-министр Марселу Каэтану решил проблему тем, что запретил публиковать эту статистику.
Тем временем неизменная политическая система страны не отражала настроений общества, спектра политических взглядов и тщательно изолировала население от управления страной. В этих условиях в Португалии нелегально или полулегально распространялись радикальные политические взгляды от нацизма Гитлера до теорий Мао Цзэдуна. Марксизм и социалистические учения проникли даже в традиционную опору режима — в офицерский корпус, значительную часть которого правительство самоубийственно унижало своей социальной и кадровой политикой.
Существует мнение, что в развитии революции основную роль сыграл кризис африканских колоний.

## Хроника выступления вооружённых сил
«Революция гвоздик» была подготовлена и осуществлена «Движением капитанов», объединившим ту часть офицерского корпуса Португалии, которая была недовольна режимом Марселу Каэтану, колониальной войной в Африке и своим социальным положением. По легенде, она получила своё название от жеста жительницы Лиссабона Селесты Сейруш, продавщицы универмага, 25 апреля 1974 года опустившей гвоздику в ствол винтовки встреченного ей солдата. Был сезон гвоздик, и по её примеру граждане в массовом порядке начали раздавать солдатам красные гвоздики.
После того, как единственное оппозиционное движение страны — Демократическая избирательная комиссия — отказалась от участия в парламентских выборах 28 октября 1973 года, Центральная комиссия «Движения капитанов», на которую была возложена задача изучения возможности государственного переворота, в январе 1974 года поручила полковнику Вашку Гонсалвишу, майорам Эрнешту Антунишу и Витору Алвишу разработать политическую программу движения. Капитану артиллерии Отелу Сарайве ди Карвалью была поставлена задача разработать военный план восстания.

### Подготовка переворота
Готовившие военный переворот офицеры сухопутных сил рассчитывали в первую очередь на воинские части, находившиеся у них в подчинении. Зондирование почвы в частях ВВС и ВМФ показывало, что идеи «Движения капитанов» находят поддержку на флоте и в авиации. Распространённое в феврале 1974 года воззвание вызвало открытый раскол в армии, но нашло поддержку у младшего и среднего командного состава. 18 апреля 1974 года Центральная комиссия Движения вооружённых сил назначила боевую операцию по свержению режима на 25 апреля 1974 года. (Майор Мариш Фернандиш позднее заявлял корреспонденту «Штерн»: «Нам пришлось выступить раньше, чем намечалось, так как тайная полиция напала на наш след». Интересен и тот факт, что на 25 апреля 1974 года было намечено начало манёвров в рамках Североатлантического альянса. Утром 25 апреля военные корабли стран НАТО вошли в территориальные воды Португалии.)
В распоряжении организаторов выступления были инженерный полк, школа военных администраторов, батальон «казадориш» (егерей), полк лёгкой артиллерии, команда стрелкового полигона, пехотный полк, учебный центр артиллерии, 10-я группа коммандос, три военные школы разного профиля в окрестностях Лиссабона, кавалерийский полк (бронетехника) в Сантарене и учебный центр «специальных операций». 22 апреля все верные «Движению капитанов» части были приведены в состояние готовности. Посвящённые в планы заговорщиков были ознакомлены с секретным циркуляром Центральной комиссии движения:

- Начало операции должно быть подтверждено одним из двух сигналов, указанных в параграфах 2 и 3.
- 24 апреля в 22 часа 55 минут по радиостанции «Эмиссореш ассосиадуш ди Лижбоа» будет передано, что лиссабонское время 22 часа 55 минут. Затем последует исполнение песни Паулу ди Карвалью «После прощания».
- Между 00 часов 00 минут и 01 часом 00 минут 25 апреля по радиостанции «Ренашенса» диктор зачитает первую строфу песни «Грандула, вила морена», затем эта песня должна быть передана в исполнении её автора — Жозе Афонсу (José Afonso).
- Любой из сигналов, упомянутых в параграфах 2 и 3, даже если услышан будет лишь один из них, полностью подтверждает начало военной операции, которая с этого момента обретает необратимый характер.
- Время операции: 03 часа 00 минут 25 апреля 1974 года. Пароль «Мужество», отзыв «За победу».

План военной операции предполагал, что свержение режима перерастёт в бои, которые затянутся на срок от одной до трёх недель.

### Начало выступления
- 24 апреля в 22:00 в расположении инженерного полка № 1 (СР1) в Понтинья (Лиссабон) организована штаб-квартира Движения вооружённых сил. Руководство операцией осуществляли:
  - майор Отелу Сарайва ди Карвалью,
  - капитан-лейтенант Витор Мануэл Крешпу,
  - майор Жозе Саншеш Озориу,
  - подполковник Гарсия душ Сантуш,
  - подполковник Фишер Лопиш Пиреш,
  - майор Угу душ Сантуш (присоединился позднее),
  - капитан Луиш Маседу (отвечал за охрану командного пункта),
  - майор Жозе Мария Азеведу (поддержка функционирования командного пункта)[10].
- В 22:55 диктор радиостанции «Эмиссореш ассосиадуш ди Лижбоа» передал в эфир условную фразу: Через пять минут пробьёт 23 часа, а пока я предлагаю вам послушать песню Паулу ди Карвалью «После прощания»… (или «А потом прощай…» (порт. «E depois do adeus»), в 1974 году португальский номинант на конкурс Евровидения). Около 200 офицеров в континентальной Португалии приняли сигнал готовности и перенастроили свои радиоприёмники на волну католической радиостанции «Ренашенса» в ожидании сигнала к действию.
- В 01:05, с небольшим опозданием, диктор «Ренашенсы» всё-таки прочитал первую строфу песни «Грандула, вила морена» (порт. «Grândola, vila morena» — «Грандола, городок у моря…», «Грандола, моя смуглянка»[11]) и передал её в эфир[12].
- Около четырёх часов утра 25 апреля колонны бронетехники двинулись на Лиссабон из Томара, Вендаш-Новаш, Сантарена, Фигейра-да-Фош, Визеу, Мафры и с базы ВМС Алфейте.

### Хроника 25 апреля
- 04:20 — подразделения 5-го пехотного полка в Лиссабоне заняли коммерческую радиостанцию «Радиоклубе португеш», обладавшую мощным радиопередатчиком. В эфире зачитывается «Коммюнике № 1» «Движения капитанов»:

Говорит радиостанция командования вооружённых сил.
- Вооружённые силы Португалии призывают всех жителей города Лиссабона оставаться в своих домах и не выходить из них, сохраняя максимальное спокойствие.
- Мы искренне надеемся, что значительность переживаемого нами момента не будет омрачена никаким несчастным случаем ни с кем, и поэтому обращаемся к здравому смыслу командиров полицейских и военизированных частей с призывом не допустить каких-либо столкновений с вооружёнными силами. Такие столкновения были бы излишними. Более того, они могут привести к серьёзным жертвам, которые одели бы португальцев в траур и раскололи бы нацию. Этого нужно избежать во что бы то ни стало.
- Несмотря на ясно выраженное беспокойство о том, чтобы не пролилась ни одна капля португальской крови, мы обращаемся к гражданскому и профессиональному долгу всех медиков, надеясь, что они в большинстве своём прибудут в больницы для оказания возможной помощи, но мы искренне желаем, чтобы это оказалось излишним.

После этого радиостанция начала передавать песни, запрещённые правительством.
- После передачи первого коммюнике жители Лиссабона, вопреки призыву, вышли на улицы города, встречая восставшие части.
- Восставшие части двигались по Авенида ди Либердади к зданиям Министерства национальной обороны, радиостанции и телеграфа на площади Коммерсио.
- На набережной реки Тежу бронеколонна капитана Фернанду Жозе Салгейру Майя из Сантарена столкнулась с колонной танков, усиленных артиллерией, которая двигалась к Террейру-ду-Пасу, где расположены правительственные учреждения. Командовал колонной заместитель командующего Лиссабонским военным округом бригадный генерал Рейеш. Толпа с гвоздиками преградила ей путь и остановила танки. Танкисты отказались выполнить приказ генерала Рейеша открыть огонь по толпе и колонне повстанцев. Капитан Салгейру Майя крикнул в мегафон: «Мы подняли восстание, чтобы покончить с войной в колониях, свергнуть фашизм!». Экипажи танков один за одним присоединились к восставшим[14].

- 07:30 — в эфире было распространено новое коммюнике «Движения капитанов». В нём говорилось: «На рассвете сегодняшнего дня, 25 апреля, Движение осуществило ряд акций, направленных на освобождение страны от угнетавшего её долгое время режима…». Толпы на улицах Лиссабона скандируют: «Победа!», «Да здравствует Движение!».
- 07:40 — колонна броневиков Салгейру Майя получила приказ захватить главные казармы Национальной республиканской гвардии на площади Карму, где укрылись премьер-министр Португалии Марселу Каэтану и группа министров[15].
- 09:30 — все части Лиссабонского военного округа уже на стороне «Движения капитанов». Солдаты, сержанты и младшие офицеры арестовали командиров, которые приказывали выступить против Движения[16].
- Народ высыпал на улицы, солдат угощали молоком, сигаретами и едой. Выкрикиваемые на улицах лозунги, «O Povo unido jamais será vencido!» («Объединённый народ непобедим», перевод песни «El pueblo unido jamás será vencido», посвящённой сопротивлению чилийской диктатуре) ознаменовали окончание самой долгой фашистской диктатуры в Европе.
- Днём площадь Карму забита народом. Люди сидели на танках, бронетранспортёрах и деревьях, что делало невозможным штурм казарм, где укрылось правительство[17].
- 14:00 — радио Лиссабона передало, что части Движения вооружённых сил «в соответствии с намеченным планом» захватили радиостанции и телепередатчики, штабы Португальского легиона и военных округов в Лиссабоне и Порту, здание министерства обороны, аэропорт, тюрьму в форте Пениши и другие объекты. «Его превосходительство адмирал Америку Томаш, его превосходительство профессор Марселу Каэтану и члены правительства окружены воинскими подразделениями Движения и находятся в казармах Национальной республиканской гвардии…»[18].
- 15:07 — Движение вооружённых сил выдвинуло ультиматум — крайний срок капитуляции казарм Карму и сдачи Марселу Каэтану — 17:00 25 апреля (то есть менее 2 часов).

### Передача власти
- 16:20 — капитан Салгейру Майя отправился в казармы Карму для переговоров. Его привели к Каэтану. Каэтану сказал ему: «Я знаю, что уже не руковожу страной, и всё же надеюсь, что со мной будут обращаться достойно. К тому же… (он указал на часы) я хотел бы передать власть какому-либо генералу, чтобы она не попала в руки черни»[7].
- 17:00 — казармы Карму капитулировали, но Каэтану и его сторонники остались на местах до момента передачи власти.
- 18:00 — у казарм Карму премьер-министр Марселу Каэтану, министр внутренних дел Морейру Батишта и министр иностранных дел Руй Патришиу подошли к прибывшему генералу Антониу ди Спиноле и передали ему власть в ходе краткой церемонии. После этого Спинола и Каэтану долго беседовали наедине.
- Власть в стране официально перешла к Совету Национального Спасения.
- 19:40 — арестованных Каэтану, Батишту и Патришиу на бронетранспортёре увезли в казармы Понтилья[19].
- Опубликован Декрет № 1. Немедленно отстраняются от власти президент республики и правительство, распускаются и упраздняются Национальное собрание и Государственный совет. Освобождаются от своих обязанностей президент Америку Томаш, премьер-министр профессор Марселу Каэтану и все члены кабинета. Законодательные и исполнительные функции распущенных организаций переходят к Совету Национального Спасения. Декрет подписан председателем СНС генералом ди Спинолой[20].

### 26 апреля
- В полночь прекратили сопротивление и разбежались сотрудники ПИДЕ в старой части Лиссабона. Морская пехота под командованием майора Луиша Коррейа ворвалась в здание штаб-квартиры ПИДЕ по главной лестнице и заняла его. Коррейа с солдатами арестовали директора ДЖС Фернанду Эдуарду да Силву Паиша. Аресты сотрудников ПИДЕ продолжались ещё несколько дней, 29 апреля сдался известный своей жестокостью Фернанду Говея, оказавший сопротивление при штурме штаб-квартиры. Но некоторые функционеры ПИДЕ — в том числе вызывавшие особую ненависть — сумели избежать ареста: Агоштинью Барбьери Кардозу находился в зарубежной командировке, Антониу Роза Казаку сумел бежать в Испанию, Казимиру Монтейру укрылся в посольстве ЮАР.
- 01:24 — Португальское телевидение показало сидящих за столом членов Совета национального спасения во главе с генералом ди Спинолой, который зачитывал воззвание Совета.
- На рассвете морские пехотинцы и парашютисты под командованием капитан-лейтенанта ВМС Абрантеша Серра штурмом взяли тюрьму Кашиас.
- Днём Совет национального спасения расположился во дворце «Белен», штаб ДВС — в казармах в Понтинья.
- Из тюрьмы Кашиас выпущен последний политический заключённый — строительный рабочий Жозе Карлуш Алмейда (будущий депутат Учредительного собрания от Португальской коммунистической партии).

## Жертвы
Когда толпа, состоявшая в основном из молодых людей, которым едва исполнилось 18, приблизилась к штаб-квартире политической полиции, по ней открыли огонь; погибло 4 человека и было ранено около 40. После этого вооружённое противостояние перед штаб-квартирой продолжалось ещё сутки, однако единственной новой жертвой оказался агент политической полиции, вышедший к толпе. Толпа также пыталась линчевать 3 других агентов политической полиции, но солдаты их отбили. В Лиссабоне были многочисленные вспышки насилия, но без новых жертв. В дальнейшем жертвы не героизировались, чтобы не поднимать вопрос об ответственных за насилие во время революции.

## Последствия
События 25 апреля 1974 года в Португалии положили конец самому долговечному и стабильному диктаторскому режиму в Западной Европе (в соседней Испании режим Франсиско Франко прекратил существование в силу естественных причин (смерти диктатора) в течение следующих полутора лет). Революция в Португалии стала последней революцией и последним успешным военным переворотом в Западной Европе.
Были расформированы и запрещены политические и карательные структуры салазаризма — Национальный союз, Португальский легион, ПИДЕ. Практически никто из видных функционеров Нового государства не оказал сопротивления в дни революции. Однако в первые же послереволюционные недели были созданы не только левые, но и правые политические организации (Португальское федералистское движение / Партия прогресса, Португальское народное движение, Либеральная партия, Португальская рабочая демократическая партия, Португальская националистическая партия, Движение португальского действия). В начале 1975 года стали формироваться вооружённые подпольные организации противников нового режима — ELP, MDLP, Мария да Фонте.
15 мая 1974 года было сформировано временное правительство во главе с Аделину да Палмой Карлушем, в состав кабинета вошли представители Социалистической партии (генеральный секретарь ЦК Мариу Суариш стал министром иностранных дел, а Ф. Салгаду Зенья — министром юстиции), Демократического Движения (его глава Франсиску Перейра ди Моура стал министром без портфеля), Народно-демократической партии (её лидер Магальяиш Мота стал министром внутренних дел) и коммунистической партии (генеральный секретарь ЦК Алвару Куньял стал министром без портфеля, а Пачеку Гонсалвиш — министром труда), также представитель ДВС, член Национального совета спасения полковник Мариу Фермину Мигел как министр обороны, а также независимые специалисты.
Однако сам Спинола противился планам ДВС предоставить колониям независимость и осуществить радикальные реформы, и в сентябре 1974 года в результате вмешательства военных его сменил генерал Франсишку да Кошта Гомиш.
В марте 1975 года, после попытки группы правых офицеров организовать государственный переворот (11 марта), новый орган ДВС, Революционный совет Португалии, возглавлявшийся премьер-министром Вашку Гонсалвишем, в котором преобладали левые, национализировал многие отрасли промышленности и большинство банков страны.
В апреле 1975 года состоялись выборы в Учредительное собрание. Социалисты получили 38 % голосов, Народно-демократическая партия — 26 %, а коммунисты — 12 %. В июле 1975 года социалисты вышли из состава правительства Гонсалвиша после того, как он санкционировал переход их газеты «Република» в руки левых. В августе 1975 года, после волны антикоммунистических демонстраций на севере страны, Гонсалвиш был смещён со своей должности, и был сформирован новый кабинет с преобладанием социалистов и их союзников. После этого страны Запада предоставили Португалии кредиты, в которых отказывали во время правления прокоммунистического ДВС. После неудачного военного мятежа в ноябре 1975 года ультралевые силы потерпели окончательное поражение.
К концу 1975 года все колонии Португалии получили независимость. Одним из результатов деколонизации стал поток репатриантов-«реторнадуш», закономерно становившихся противниками нового режима.
В апреле 1976 вступила в действие новая конституция страны. В ней национализация предприятий и экспроприация земель, проведённые в 1974—1975 годах, объявлялись «необратимыми». На выборах в Ассамблею Республики социалисты получили большинство мест. В июне 1976 года генерал Антониу Рамалью Эаниш был избран президентом, а премьер-министром стал лидер социалистов Мариу Суариш, возглавивший коалиционное правительство.
На выборах в декабре 1979 года и октябре 1980 года правоцентристский Демократический альянс в составе либеральной Социал-демократической партии, консервативного Социально-демократического центра, умеренной Народно-монархической партии получил большинство голосов и сформировал правительство во главе с Франсишку Са Карнейру.

### Свобода вероисповедания
Конституция 1976 года гарантировала всем гражданам из разных религиозных объединений право исповедовать их веру и действовать в соответствии с ней. Некатолические группы получили официальное признание как юридические лица и свободу совершать богослужения. Португальцы, которые не были католиками и совести которых противоречило несение военной службы, получили право подать заявление на альтернативную службу.
Например, был отменён многолетний запрет на деятельность свидетелей Иеговы в Португалии. В декабре 1974 года была зарегистрирована организация свидетелей Иеговы и проповедническая деятельность в Португалии получила законное признание. В городе Эшторил открылся филиал всемирной организации свидетелей Иеговы.

## Память
- 25 апреля — один из главных праздников в Португалии, обычно сопровождаемый торжествами и весельем, хотя некоторые сторонники правых взглядов всё ещё рассматривают развитие событий после переворота как гибельное для страны. Некоторые военные лидеры, с другой стороны, считают, что идеалы революции не были достигнуты и идеология восставших была впоследствии отринута.
- В честь этого события главный лиссабонский мост, носивший имя диктатора Салазара (умершего в 1970 году), был переименован в «Мост 25 апреля».

В кинематографе
- Фильм «Апрельские капитаны», вышедший в 2000 году.

#### В нумизматике
- Португальские 2 евро 2014 года, посвящённые 40-летию Революции гвоздик[25].

## Взгляд советской историографии
Одним из первых, кто доложил советскому руководству о предстоящих в Португалии событиях, стал советский разведчик-нелегал Юрий Шевченко: под легендой художника, искавшего возможности для капиталовложения, он сумел попасть в Гвинею-Бисау и узнал от нескольких португальских военных, участвовавших в заговоре, об их скорейшем возвращении в Португалию. Местный архивариус также передал ему некоторые документы, из которых напрямую следовало, что Португалия находится на грани переворота и свержения сторонников Салазара.
В советский историографии «Революцией гвоздик» или Апрельской революцией в Португалии именовалась также вся совокупность политических процессов, происходивших в Португалии с 25 апреля 1974 года до 12 декабря 1975 года, то есть с момента захвата власти Движением вооружённых сил до реорганизации ДВС и его ухода с политической арены. Более того, последствия «Революции гвоздик» прослеживались до 1980-х годов, когда развернулась политическая борьба вокруг Конституции 1976 года. Конечной точкой революционного процесса в Португалии считалось также 30 октября 1982 года, когда вступили в силу поправки к Конституции, согласно которым были изменены ст. 80 (утверждавшая «социалистические производственные отношения»), ст. 81 (обязывавшая правительство проводить аграрную реформу) и упразднён Революционный совет Португалии (ст. 142), обладавший правом объявить неконституционным любой акт правительства.